# Panegyra
Panegyra es un género de polillas tortrícidas categorizado en la tribu Tortricini, de la subfamilia Tortricinae. Fue descrito por Diakonoff en 1960.

## Especies
- Panegyra cerussochlaena Razowski, 2005
- Panegyra cosmophora Diakonoff, 1960
- Panegyra flavicostana (Walsingham, 1891)
- Panegyra metria Razowski, 2005
- Panegyra micans Razowski, 2005
- Panegyra praetexta Razowski y Wojtusiak, 2012
- Panegyra sectatrix (Razowski, 1981)
- Panegyra sokokana Razowski, 2012
- Panegyra stenovalva Razowski, 2005